# Bill Vukovich
Bill Vukovich Sr., all’anagrafe William John Vukovich Sr. e inizialmente fu Vaso Vucerovich poi cambiato (Oakland, 13 dicembre 1918 – Speedway, 30 maggio 1955) è stato un pilota automobilistico statunitense.

## Carriera
Tra il 1950 ed il 1960, la 500 Miglia faceva parte del Campionato Mondiale di Formula 1, per questo Vukovich ha all'attivo anche 5 Gran Premi, due vittorie, una pole position e 3 giri veloci in Formula 1.
Quella dei Vukovich fu una famiglia votata all'automobilismo: anche il figlio ed il nipote (suoi omonimi) hanno partecipato alla 500 Miglia di Indianapolis.

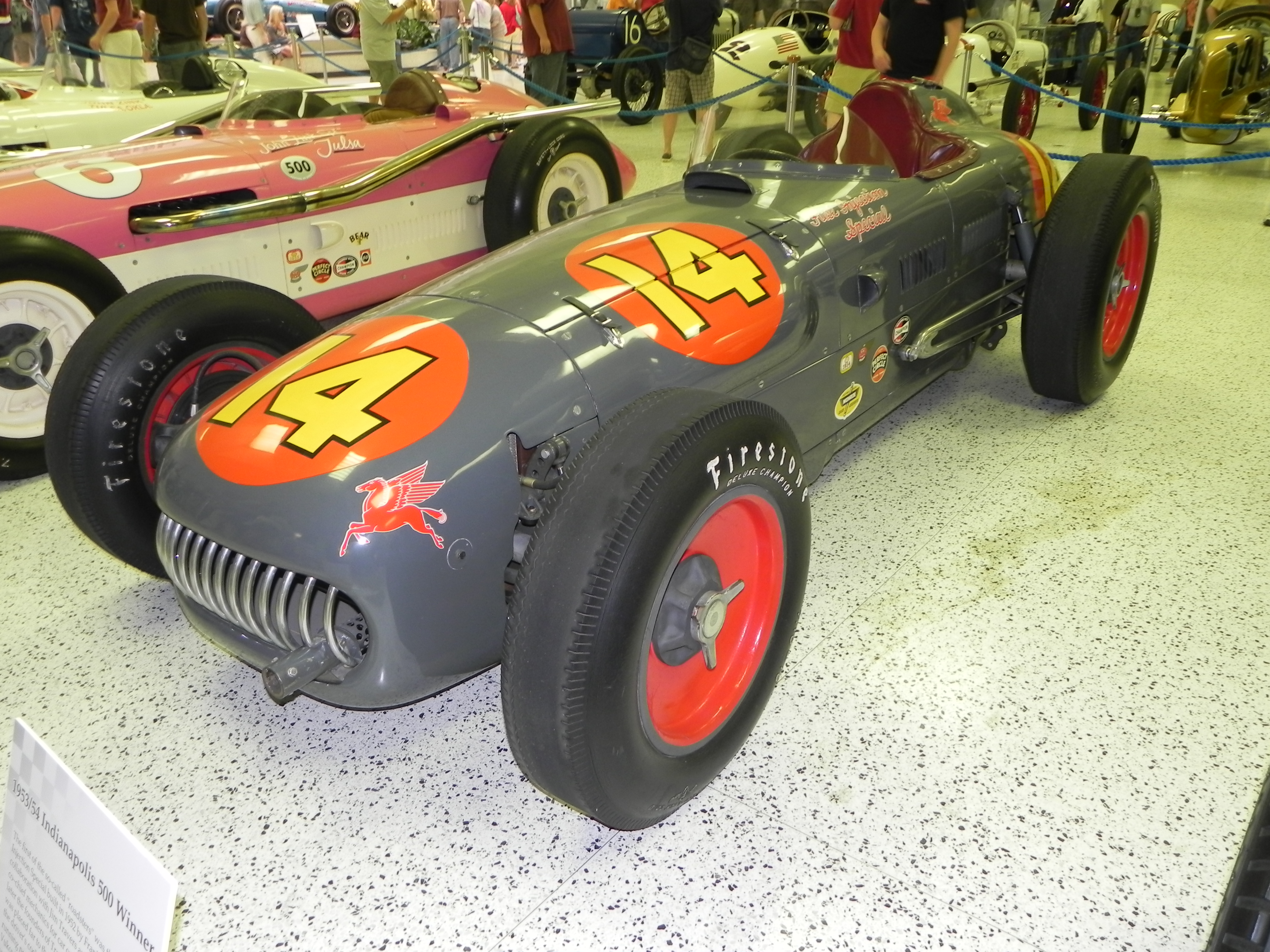
La vettura di Vukovich per la 500 Miglia di Indianapolis del 1953.

Vincitore della 500 Miglia di Indianapolis nel 1953 e 1954, su una vettura Kurtis Kraft con motore Offenhauser, morì nella 500 Miglia di Indianapolis del 1955, nella quale fece in tempo a stabilire il giro più veloce in gara.
Vukovich rimase fatalmente coinvolto in un incidente a reazione a catena, mentre deteneva un vantaggio di 17 secondi al 57º giro. Mentre stava uscendo dalla seconda curva, con dinanzi a lui tre auto più lente, guidate da Rodger Ward, Al Keller e Johnny Boyd, improvvisamente la vettura di Ward andò a colpire un muro esterno per poi ribaltarsi ed infine fermarsi pericolosamente al centro della pista, il tutto a causa della rottura di un asse. Keller compì una brusca sterzata per cercar di evitare Ward, ma perse il controllo andando a colpire l'auto di Boyd e spingendo quest'ultima sulla traiettoria di Vukovich. L'auto di Boyd, ribaltatasi sottosopra, fece da trampolino per la vettura di Vukovich, che sbalzò in aria andando ad oltrepassare un muro esterno ed infine atterrare violentemente sopra un gruppo d'auto parcheggiate. La vettura si schiantò col pilota a testa in giù e prese fuoco; Vukovich morì sul colpo. Mentre l'auto bruciava, Ed Elisian accostò la sua auto e corse verso Vukovich nel tentativo, invano, di salvarlo. Nell'incidente rimasero feriti anche due spettatori quando l'auto di Vukovich impattò sulla loro Jeep.
Vukovich fu il secondo campione della 500 Miglia di Indianapolis a morire durante una gara, dopo Floyd Roberts nel 1939. 
Vukovich è sepolto al Belmont Memorial Park di Fresno, California.

## Risultati

### Formula 1
| 1950 | Scuderia                               | Vettura            |  |  |    |  |  |  |  |  |  | Punti | Pos. |
| ---- | -------------------------------------- | ------------------ |  |  | -- |  |  |  |  |  |  | ----- | ---- |
| 1950 | REC / NJ Rounds Indianapolis Race Cars | Rounds Rocket 8CTF |  |  | NQ |  |  |  |  |  |  | 0     |      |

| 1951 | Scuderia           | Vettura        |  |     |  |  |  |  |  |  |  | Punti | Pos. |
| ---- | ------------------ | -------------- |  | --- |  |  |  |  |  |  |  | ----- | ---- |
| 1951 | Central Excavating | Trevis Indycar |  | Rit |  |  |  |  |  |  |  | 0     |      |

| 1952 | Scuderia       | Vettura |  |    |  |  |  |  |  |  |  | Punti | Pos. |
| ---- | -------------- | ------- |  | -- |  |  |  |  |  |  |  | ----- | ---- |
| 1952 | Fuel Injection | KK500A  |  | 17 |  |  |  |  |  |  |  | 1     | 22º  |

| 1953 | Scuderia       | Vettura |  |   |  |  |  |  |  |  |  | Punti | Pos. |
| ---- | -------------- | ------- |  | - |  |  |  |  |  |  |  | ----- | ---- |
| 1953 | Fuel Injection | KK500A  |  | 1 |  |  |  |  |  |  |  | 9     | 7º   |

| 1954 | Scuderia       | Vettura |  |   |  |  |  |  |  |  |  | Punti | Pos. |
| ---- | -------------- | ------- |  | - |  |  |  |  |  |  |  | ----- | ---- |
| 1954 | Fuel Injection | KK500A  |  | 1 |  |  |  |  |  |  |  | 8     | 6º   |

| 1955 | Scuderia | Vettura |  |  |      |  |  |  |  |  |  | Punti | Pos. |
| ---- | -------- | ------- |  |  | ---- |  |  |  |  |  |  | ----- | ---- |
| 1955 | Hopkins  | KK500C  |  |  | Rit† |  |  |  |  |  |  | 1     | 25º  |

| Legenda | 1º posto     | 2º posto | 3º posto    | A punti         | Senza punti/Non class.  | Grassetto – Pole position Corsivo – Giro più veloce |
| Legenda | Squalificato | Ritirato | Non partito | Non qualificato | Solo prove/Terzo pilota | Grassetto – Pole position Corsivo – Giro più veloce |

† Deceduto.

### 500 Miglia di Indianapolis
| Anno   | N° auto | Partito | Media qualifica | Finito | Giri | Giri in testa | Causa ritiro        |
| ------ | ------- | ------- | --------------- | ------ | ---- | ------------- | ------------------- |
| 1950   | 10      | NQ      | -               | -      | -    | 0             | /                   |
| 1950   | 87      | NQ      | -               | -      | -    | 0             | /                   |
| 1951   | 81      | 20º     | 133.725         | 29º    | 29   | 0             | Serbatoio dell'olio |
| 1952   | 26      | 8º      | 138.212         | 17º    | 191  | 150           | Incidente           |
| 1953   | 14      | 1º      | 138.392         | 1º     | 200  | 195           | /                   |
| 1954   | 14      | 19º     | 138.478         | 1º     | 200  | 90            | /                   |
| 1955   | 4       | 5º      | 141.071         | 25º    | 56   | 50            | Incidente mortale   |
| Totale | Totale  | Totale  | Totale          | Totale | 676  | 485           |                     |

### AAA Championship Car
| Anno | Squadra                                | Telaio                         | Motore                 | 1        | 2      | 3      | 4      | 5      | 6      | 7     | 8      | 9      | 10     | 11     | 12     | 13     | 14  | 15     | Punti | Posizione |
| ---- | -------------------------------------- | ------------------------------ | ---------------------- | -------- | ------ | ------ | ------ | ------ | ------ | ----- | ------ | ------ | ------ | ------ | ------ | ------ | --- | ------ | ----- | --------- |
| 1950 | REC / NJ Rounds Indianapolis Race Cars | Rounds Rocket Maserati 8CTF    | Rounds Rocket Maserati | INDY NQ  | MIL    | SPR    | MIL    | PIK    | SYR    | DET   | SPR    | NSH    |        |        |        |        |     |        | 0     | -         |
| 1950 | Ross Page                              | Kurtis Kraft                   | Offenhauser            |          |        |        |        |        |        |       |        |        | SAC NQ | PHX    | BAY    | DAR    |     |        | 0     | -         |
| 1951 | Central Excavating                     | Trevis                         | Offenhauser            | INDY 29  | MIL NQ | LAN 14 | DAR 26 | SPR 15 |        |       |        |        |        |        |        |        |     |        | 291,8 | 23º       |
| 1951 | John Zink                              | Kurtis Kraft                   | Offenhauser            |          |        |        |        |        | MIL 21 | DUQ 7 | DUQ NQ | PIK    | SYR 3  | DET 7  |        |        |     |        | 291,8 | 23º       |
| 1951 | George Leitenberger                    | Silnes-Sherman                 | Offenhauser            |          |        |        |        |        |        |       |        |        |        |        | DNC 11 |        |     |        | 291,8 | 23º       |
| 1951 | Viking Trailer                         | Lesovsky                       | Offenhauser            |          |        |        |        |        |        |       |        |        |        |        |        | SJS 18 | PHX |        | 291,8 | 23º       |
| 1951 | Leo Dobry                              | Kurtis Kraft                   | Offenhauser            |          |        |        |        |        |        |       |        |        |        |        |        |        |     | BAY NQ | 291,8 | 23º       |
| 1952 | Fuel Injection                         | Kurtis Kraft 500A Kurtis Kraft | Offenhauser            | INDY 17  |        | RAL 24 | SPR NQ |        |        |       |        |        |        |        |        |        |     |        | 590   | 12º       |
| 1952 | Pat Clancy                             | Ewing                          | Offenhauser            |          | MIL NQ |        |        |        |        |       |        |        |        |        |        |        |     |        | 590   | 12º       |
| 1952 | J.C. Agajanian                         | Kuzma                          | Offenhauser            |          |        |        |        | MIL    | DET 1  | PIK   | DUQ 3  | SYR 14 | DNC 1  | SJS 14 | PHX 7  |        |     |        | 590   | 12º       |
| 1953 | Fuel Injection                         | Kurtis Kraft 500A              | Offenhauser            | INDY 1   | MIL    | SPR    | DET    | SPR    | MIL    | DUQ   | PIK    | SYR    | ISF    |        |        |        |     |        | 1000  | 3º        |
| 1953 | Auto Shippers                          | Kurtis Kraft                   | Offenhauser            |          |        |        |        |        |        |       |        |        | SAC NQ | PHX    |        |        |     |        | 1000  | 3º        |
| 1954 | Fuel Injection                         | Kurtis Kraft 500A              | Offenhauser            | INDY 1   |        |        |        |        |        |       |        |        |        |        |        |        |     |        | 1000  | 4º        |
| 1954 | Dean Van Lines                         | Kuzma                          | Offenhauser            |          | MIL 22 | LAN    | DAR    | SPR    | MIL    | DUQ   | PIK    | SYR    | ISF    | SAC    | PHX    | LVG    |     |        | 1000  | 4º        |
| 1955 | Hopkins                                | Kurtis Kraft 500C              | Offenhauser            | INDY 25† | MIL    | LAN    | SPR    | MIL    | DUQ    | PIK   | SYR    | ISF    | SAC    | PHX    |        |        |     |        | 0     | -         |

† Deceduto durante la gara.

### Sportprototipi

#### Campionato mondiale vetture sport
| 1953 | Scuderia      | Vettura       | Stati Uniti (bandiera) | Italia (bandiera)      | Francia (bandiera) | Belgio (bandiera)  | Germania Ovest (bandiera) | Regno Unito (bandiera) | Messico (bandiera) |
| ---- | ------------- | ------------- | ---------------------- | ---------------------- | ------------------ | ------------------ | ------------------------- | ---------------------- | ------------------ |
| 1953 | Hilton Motors | Lincoln Capri |                        |                        |                    |                    |                           |                        | Rit                |
| 1954 | Scuderia      | Vettura       | Argentina (bandiera)   | Stati Uniti (bandiera) | Italia (bandiera)  | Francia (bandiera) | Regno Unito (bandiera)    | Messico (bandiera)     |                    |
| 1954 | Lincoln       | Lincoln Capri |                        |                        |                    |                    |                           | Rit                    |                    |

#### Carrera Panamericana
| Anno    | Scuderia      | Costruttore | Vettura       | Numero | Categoria | Classe | Co-Pilota  | Giri | Risultato di classe | Risultato assoluto |
| ------- | ------------- | ----------- | ------------- | ------ | --------- | ------ | ---------- | ---- | ------------------- | ------------------ |
| 1953    | Hilton Motors | Lincoln     | Lincoln Capri | 65     | Turismo   | T      | Vern Houle | -    | Rit                 | Rit                |
| 1954    | Lincoln       | Lincoln     | Lincoln Capri | 108    | Turismo   | T +3.5 | Vern Houle | -    | Rit                 | Rit                |
| Legenda |               |             |               |        |           |        |            |      |                     |                    |